# Mike Hodges
Pour les articles homonymes, voir Hodges.
Mike Hodges, né le 29 juillet 1932 à Bristol (Royaume-Uni) et mort le 17 décembre 2022 à Dorset (Royaume-Uni), est un producteur, réalisateur et scénariste britannique.

## Biographie

### Carrière
Comme beaucoup de cinéastes anglais, Mike Hodges a commencé à la télévision, avant de s'imposer grâce à un polar très noir interprété par Michael Caine, La Loi du milieu (1971). C'est d'ailleurs le comédien, qui ayant acheté les droits du roman Jack’s Return Home de Ted Lewis avec un autre producteur, Michael Klinger, avait sollicité Mike Hodges pour en faire l'adaptation et le réaliser.
C'est à nouveau Michael Caine qui produira le second film de Mike Hodges, Retraite mortelle (Pulp), hommage au cinéma bis que le cinéaste appréciait.
C'est au sortir de son service militaire que le cinéaste trouve un petit boulot à la télévision. Expérience capitale, car il aura l’occasion de travailler avec toutes sortes de studios, la BBC notamment, et aussi des studios de cinéma : il observe, fait des rencontres, se constitue un petit carnet d'adresses, et comme il a du temps entre deux émissions, commence à écrire. Au fil du temps, il réalisera des documentaires (enquête d'actualités, portraits d'artistes), qui seront « le tremplin vers la réalisation de téléfilms — Suspect (1969) et Rumour (1970) — qui eux-mêmes serviront de tremplin à la réalisation de [son] premier film, La Loi du milieu ».
Après ses deux premiers long métrage, il part pour Hollywood, tourner une adaptation d'un roman de Michael Crichton, le film de science fiction L'Homme terminal. Son projet suivant est produit par la Fox, Damien : La Malédiction 2, (Damien: Omen II, 1978). Mais, bien qu'ayant collaboré au script, un conflit avec le studio le conduit à quitter le tournage. Le film sera terminé par Don Taylor.
En 1980, c'est le producteur Dino De Laurentiis qui vint le chercher pour adapter le comics, Flash Gordon. Durant les années 1980, il alternera des projets pour la télévision et pour le cinéma.
En 1998, il tourne Croupier avec Clive Owen qu’il retrouvera pour son film suivant — et actuel dernier long métrage —, Seule la mort peut m’arrêter.
Hodges meurt le 17 décembre 2022 à Dorset au Royaume-Uni à l'âge de 90 ans.

### Hommage
Hommage rendu au cinéaste :
- En 2004, au 15e Festival du film britannique de Dinard.
- En 2013, à la 33° édition du Festival international du film d'Amiens[3].

## Filmographie

### comme réalisateur

#### Cinéma
- 1971 : La Loi du milieu (Get Carter)
- 1972 : Retraite mortelle (Pulp)
- 1974 : L'Homme terminal (The Terminal Man)
- 1978 : Damien : La Malédiction 2 (Damien: Omen II) (non crédité)
- 1980 : Flash Gordon
- 1985 : Les Débiles de l'espace (en) (Morons from Outer Space)
- 1987 : L'Irlandais (A Prayer for Dying)
- 1989 : Black Rainbow
- 1998 : Croupier
- 2003 : Seule la mort peut m'arrêter (I'll Sleep When I'm Dead)

#### Télévision
- 1964 : World in Action (en) (série documentaire, 3 épisodes)
- 1966 : Tempo (série documentaire, 1 épisode)
- 1968 : The Tyrant King (en) (série télévisée, 6 épisodes)
- 1969 : Suspect (téléfilm de la série d'anthologie ITV Playhouse (en))
- 1970 : Rumour (téléfilm de la série d'anthologie ITV Playhouse)
- 1972 : The Frighteners (série d'anthologie, 1 épisode)
- 1983 : Missing Pieces (téléfilm)
- 1984 : Squaring the Circle (téléfilm)
- 1985 : Le Voyageur (The Hitchhiker) (série télévisée, 1 épisode)
- 1986 : Deux millions de dollars aux Caraïbes (Florida Straits) (téléfilm)
- 1994 : The Healer (téléfilm)
- 1994 : Dandelion Dead (en) (mini-série, 4 épisodes)

#### Vidéoclips
- 1980 : Queen: Flash
- 1982 : Queen: Body Language

### comme scénariste
- 1969-1970 : ITV Playhouse (en) (série d'anthologie, 2 téléfilms)
- 1971 : La Loi du milieu (Get Carter) (film)
- 1972 : The Frighteners (série d'anthologie, 1 épisode)
- 1972 : Retraite mortelle (Pulp) (film)
- 1974 : L'Homme terminal (The Terminal Man) (film)
- 1978 : Damien : La Malédiction 2 (Damien: Omen II) (film)
- 1983 : Missing Pieces (téléfilm)
- 1989 : Black Rainbow (film)
- 1994 : La Brèche (The Lifeforce Experiment) de Piers Haggard (téléfilm)

### comme producteur
- 1963-1967 : World in Action (en) (série documentaire, 7 épisodes)
- 1965-1967 : Tempo (série documentaire, 13 épisodes)
- 1966 : David, Moffett, and Ornette: The Ornette Coleman Trio de Dick Fontaine (en) (film documentaire)
- 1968 : The Tyrant King (en) (série télévisée, 6 épisodes)
- 1969-1970 : ITV Playhouse (en) (série d'anthologie, 2 téléfilms)
- 1974 : L'Homme terminal (The Terminal Man) (film)